# 隐性课程
隐性课程指的是学校的教学计划中未有明文规定，但通过教育经验间接产生的实践或影响，例如某种规范、信念和价值的传达。它可以发生在课堂或社会环境之中，而学生的休息时间也是隐性课程的重要组成部分。
在批判教育学中，隐性课程具有负面含义，因其通过课堂和社会地位之间的差异强化了现有的不平等。